# Čúhei Nambu
Čúhei Nambu (japonsky 南部 忠平[Nambu Čúhei], 24. května 1904, Sapporo, Japonsko – 23. července 1997, Ósaka, Japonsko) byl japonský atlet, držitel světových rekordů ve skoku do dálky a trojskoku.

## Památný skok
V roce 1931 překonal světový rekord ve skoku dalekém o celých 5 centimetrů na 798 cm. Rekord vydržel čtyři roky, než byl v roce 1936 překonán Američanem Jessem Owensem. Na LOH 1936 v Berlíně skočil 813 cm.　
Na LOH 1932 v Los Angeles překonal světový rekord ve trojskoku o celých 14 centimetrů na 1572 cm. Rekord vydržel tři roky, než byl v roce 1935 překonán Australanem Jackem Metcalfem.